# Capitano Kóblic
Capitano Kóblic (Kóblic) è un film del 2016 diretto da Sebastián Borensztein e interpretato da Ricardo Darín. Il film ha come tema la dittatura argentina tra il 1976 e il 1983.

## Trama
Il film si apre con una descrizione del contesto storico: "Tra il 1976 e il 1983 la dittatura militare argentina commise numerosi crimini di lesa umanità. Uno dei modi più aberranti utilizzati per uccidere consisteva nel lanciare prigionieri vivi in mare da un aereo militare. Erano chiamati 'I voli della morte'".
1977: durante l'ultima dittatura civile-militare argentina, Tomás Kóblic, un pilota della Marina argentina, arriva nella città immaginaria di Colonia Elena, situata da qualche parte nella provincia di Buenos Aires, per lavorare come pilota di fumigazione nei campi della zona. Dal suo arrivo, viene lentamente costruita una storia di intrighi che coinvolge Koblic con Velarde, il commissario locale e alcune persone della città, tra cui Nancy, la persona responsabile della stazione di servizio. Parallelamente, attraverso frammenti, sono narrate le ragioni che hanno spinto il pilota ad abbandonare il suo servizio di aviazione per nascondersi in un posto dimenticato nella pampa argentina.